# Philautus similis
Espèce
Statut de conservation UICN

 DD  : Données insuffisantes
Philautus similis est une espèce d'amphibiens de la famille des Rhacophoridae.

## Répartition
Cette espèce est endémique du mont Talakmau sur l'île de Sumatra en Indonésie. Elle se rencontre aux alentours de 1 200 m d'altitude,.

## Publication originale
- Van Kampen, 1923 :  The amphibia of the Indo-Australian archipelago, p. 1-304 (texte intégral).